# Roxborough Park
Roxborough Park è un centro abitato (census-designated place) degli Stati Uniti d'America, situato nella contea di Douglas dello stato del Colorado. Nel censimento del 2000 la popolazione era di 4.446 abitanti.

## Geografia fisica
Secondo i rilevamenti dell'United States Census Bureau, Roxborough Park si estende su una superficie di 25,4 km² alle pendici del Front Range, nella zona delle Montagne Rocciose.